# Anton Kaisti
Anton Kaisti (* 17. Mai 1992) ist ein finnischer Badmintonspieler.

## Karriere
Anton Kaisti wurde 2009 finnischer Juniorenmeister im Herrendoppel. Zwei Jahre später siegte er erstmals bei den Erwachsenen, wobei er im Mixed mit Jenny Nyström erfolgreich war. 2012 verteidigten beide den Titel. Im gleichen Jahr siegte Kaisti auch bei den Helsinki Open und er nahm an den Badminton-Europameisterschaften teil. 2013 konnten sie beide die Irish International für sich entscheiden. 2015 gewann er das Herren-Einzel bei den Estonian International. Im folgenden Jahr gewannen Nyström und Kaisti die Finnish International.